# 小腳腿
小腳腿，是臺灣臺南市柳營區的一個傳統地域名稱，位於該區北部凸出部分的中央地帶。相較於今日行政區，其範圍大致包括篤農里不含南部邊界地帶、重溪里東部、大農里西半葉的東北端。
本地區境內主要聚落為小腳腿，在該聚落西南郊設有重溪國小。

## 歷史
台灣日治初期，小腳腿地區為一街庄，稱為「小腳腿庄」（舊制街庄），隸屬於果毅後堡。該庄昔日北與田尾庄、吉貝耍庄為鄰，東與山仔腳庄為鄰，南邊為大腳腿庄，西邊為五軍營庄。
1901年（日治明治三十四年）11月11日，全台廢縣廳改設二十廳，該庄隸屬於鹽水港廳。1904年（明治三十七年）4月1日，該庄編入「果毅後區」，隸屬於鹽水港廳。1906年（明治三十九年）4月1日，鹽水港廳內管轄區域調整，該庄仍隸屬於「果毅後區」。1909年（明治四十二年）10月25日，全台合併二十廳為十二廳，果毅後區改隸屬於嘉義廳。1920年（大正九年）10月1日，全台地方制度大改正，廢十二廳改設五州二廳，該庄改制為「小腳腿」大字，隸屬於臺南州新營郡柳營庄（新制街庄）。
戰後柳營庄改制為柳營鄉，隸屬於臺南縣，大字亦改制為村。1950年10月25日，雲、嘉、南分治，柳營鄉仍隸屬於臺南縣。2010年12月25日，臺南縣、市合併為直轄臺南市，柳營鄉改制為柳營區，村亦改制為里。

## 聚落
本地區發展較早的聚落為小腳腿，在日治期初期的官方地圖上已有記載。

## 交通
市道165號是後庄至官田的道路，經過本地區東部邊界地帶。由該道路北行可前往東山區、白河區、嘉義縣水上鄉東部、中埔鄉西部下六地區的後庄，並止於省道台18線路口；南行可前往六甲區、官田區，並止於省道台1線路口。
區道南81線是後壁至南湖口的道路，經過本地區主聚落，其中部分路段與區道南108-1線共線。
區道南108線是橋南至太農的道路，經過本地區南部。
區道南108-1線是五軍營至吉貝耍的道路，經過本地區主聚落，其中部分路段與區道南81線共線。

## 學校
- 重溪國小

## 產業
- 柳營科技工業暨環保園區（本地區西南端，為全園區之一小部分）